# Șona, Brașov
Șona (în dialectul săsesc Schinen, Šînen, în germană Schönen, Schona, 𝘚𝘤𝘩ö𝘯𝘦𝘳, în maghiară Sona) este un sat în comuna Mândra din județul Brașov, Transilvania, România.

## Scurtă monografie
Satul Șona este așezat la est de orașul Făgăraș, înșiruit pe malul drept al Oltului, străjuit la partea de nord de coroana de dealuri colinate, care depășește mult lungimea satului și a hotarelor lui spre răsărit și apus.
Puținele documente care există confirmă că această așezare săsească datează din cel puțin secolul al XIII-lea e.n.
Sașii din Șona au părăsit satul, rămânând acolo doar românii care au locuit împreună cu ei. În Țara Bârsei și Țara Făgărașului, în special la nord de râul Olt, foarte multe sate sunt locuite de români și sași. Localnicii bătrâni povesteau că sașii ar fi plecat din Şona datorită deselor revărsări ale Oltului şi a climei capricioase. Mai spuneau că sașii şi-ar fi găsit un loc mai bun pe Târnave, închegând o comună pe care au numit-o tot Şona.
Numele de Șona derivă de la cuvântul german „Schönau”, în română "Lunca frumoasă". 
Fântânile de pe întinsul satului – din pârăul Crucii, ande Hâlmu, lângă casa lui Borcoman, la Valea Lascului, în fața casei ande Șerbănuț și la poarta ande Naptu, zidite cu piatră și butinee de ciment, prin construcția și amplasamentul lor sunt asemănătoare cu fântânile din alte așezări ale sașilor din apropiere ca Șoarș, Rodbav, Cincu, etc.
Străzile largi ale satului, în special strada principală care adăpostește aproape în întregime locuitorii satului, cimitirul săsesc care se află cuprins între ramificațiile drumului care coboară în sat, "pe turn", din hotarul din mijloc, numit se zice după fortificația săsească aflată cândva acolo, biserica de lemn din fața casei ande Banu, care s-a păstrat până în anul 1968, când s-a demolat, încă sunt mărturii că satul Șona a fost ridicat de colonisti saśi veniti din Germania.

## Învățământ

### Învățământul în limba română
Deși așezarea satului nu a permis o comunicare mai strânsă cu satele învecinate totuși alfabetul, școala, instruirea oamenilor a pătruns în sat încă din anul 1835, care se făcea în câte o casă pustie. Învățătorii erau preoții și cantorii celor două biserici – ortodoxă și greco-catolică care predau rugăciunile și cititul cu litere chirilice. Anul școlar era foarte scurt – 2-3 luni, iar învățătorii erau plătiți în natură, cu grâu sau porumb 7.5 kg de elev pe perioada anuală de școlarizare.
Primul local propriu pentru școală s-a clădit în anul 1868 de către comuna politică. Prin anii 1878-1880 când s-a introdus cadastrul, localul școlii a fost preluat și transcris pe numele ambelor biserici devenind astfel proprietatea lor. În anul 1902 s-a renovat cu cheltuiala confesiunilor nemaifiind destul de încăpătoare pentru a satisface cerințele legii obligativității învățământului.
În 1923 a luat ființă și grădinița de copii, spațiul fiind insuficient pentru grădiniță și școală s-a recurs pentru solvarea acestor nevoi, la închirierea a încă două încăperi din sat. Ieșirea din această criză de spațiu ar fi fost clădirea unei școli noi, moderne pe vremea aceea care să strângă sub același acoperiș clasele școlare împrăștiate prin sat și grădinița de copii. Cum nimeni din edilii satului, ai județului, ai învățământului n-au găsit un moment de gândire pentru rezolvarea acestui deziderat social, situația s-a perindat până în anul 1934, când s-a început construcția actualei școli care s-a tărăgănat până în anul 1945, când învățământul primar a început să se contureze și să primească sprijinul cuvenit.
În anul 1928 numărul copiilor în vârstă de școlarizare era de 130 dintre care 62 băieți și 68 fete. În anul 1928 la liceu urmau 5 băieți și 4 fete (liceul avea 8 clase) iar la școala normală 2 băieți și o fată, în seminar 2 băieți, în școala de aviație 2 băieți, în școala de notari 1 băiat și la universitate 1.
În școala de meserii erau 6 băieți și în școala de economie casnică 4 fete. Ucenicii pe la diferite meserii erau 8 băieți și 3 fete. Neștiutorii de carte erau 128 din care 40 bărbați și 88 femei. Oamenii plecați din sat în anul 1928 erau 5 învățători, 4 preoți, 2 notari, 2 profesori, 1 avocat, 1 inginer, 1 militar și 34 de meseriași.
Învățământul și instruirea copiilor de vârstă școlară a fost început de către învățătorii Bucur Pujdercă, Gruia Novac, Moise Câlțea și Vasile Stoicance, toți născuți în Șona unde au revenit căutând să ridice la nivel superior învățământul școlar prin instruirea copiilor din satul lor natal.

## Cooperativizarea (1950)
În anul 1950 a s-a făcut colectivizarea agricolă în satul Șona, prin aceasta naționalizându-se proprietățile funciare ale proprietarilor locali, care au devenit angajați ai CAP. Ceea ce a produs, totuși, o creștere a nivelului de trai, a fost electrificarea satului în anul 1953.

## Galerie imagini

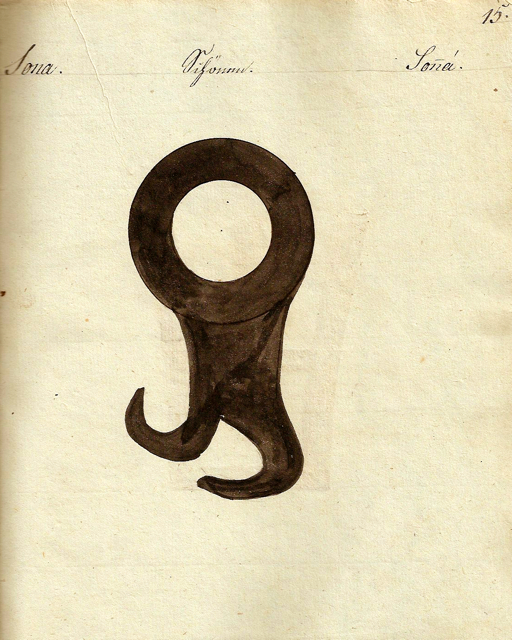
1826 - Danga pentru vitele din Șona

## Obiective
- Biserica „Adormirea Maicii Domnului” din Șona
- Piramidele de la Șona sau "Guruiețele", opt movile de pământ aflate în capătul de est al satului, ce oferă o amplă panoramă asupra Țării Făgărașului. Unele dintre ele sunt înalte de aproape 30 de metri, sunt așezate pe două șiruri, în ordinea mărimii  și se spune că ar fi fost ridicate de către daci.[2]
- "Casa albastră", restaurată în stil tradițional de pictorul Ștefan Câlția si de fiul său Matei, folosită ca rezidență artistică
- "Fierăria lui Lazăr", restaurată tradițional de Asociația sătească Șona Noastră la inițiativa lui Ștefan Câlția, cu potențial meșteșugaresc, etnografic și turistic

## Personalități
- Ștefan Câlția (n. 15 mai 1942, Brașov), pictor, profesor universitar, și-a petrecut copilăria și adolescența la Șona.
- Nicolae "Nick" Fratila (n. 23 noembrie 1936, Sona 219), inginer constructor. A absolvit scoala primara din Sona, liceul Radu Negru din Fagaras, si Facultatea de Constructii Gh. Asachi din Iasi. A participat ca ing. proiectant, sef de colectiv si sef de proiect la proiectarea Combinatului Siderulgic Galati, Seful santierului Laminoare dela Combinatul de Oteluri Speciale Tirgoviste, Seful Serviciului Productie si Inginer Sef la Grupul de Santiere Tirgoviste, Director Tehnic si Director Genaral al Grupului ARCOM din Libya. Responsabil for proiectarea si construirea a multor proiect in SUA ca proiectant, sef de proiect si Vice Presedinte la compania Goldston Engineering, Inc. si sef de santier si director de proiect la BoMac Contractor. Membru in Societatea Americana a Inginerilor Constructori (1995 Presedinte al Sectiei Corpus Christi, Texas) si in Societatea Americana a Inginerilor Profesionisti (1996 Presedinte al Sectiei Corpus Christi, Texas). Este casatorit cu trei copii (inginer constructor, doctor si economist) si are 7 nepoti (5 baieti si 2 fete) toti cu residenta in SUA.
- Valeriu "Ica" Borcea (1933-1997) medic chirurg. A absolvit scoala primara din Sona, Liceul Radu Negru din Fagaras si Facultatea de Medicina din Cluj. A lucrat ca doctor chirurg la Spitalul de Chirurgie Plastica si Reparatorie din Bucurest unde a ocupat functoia de Director si membru permanent al Societatii Romane de Chirurgie Plastica (RASS) infintata in 1994. El a fost primul Director al acestei societati si a devenit membru de onoare al societatii. Societatea are actual 48 membrii de onoare din toata lumea, numai 3 din Romania, el fiind unul dintre cei trei. A lasat in urma lui 2 copii gemeni.
- Zaharia "Zie" Puzderca (1927-2014) inginer agronom. Educatia generala a facut-o in Sona, Fagaras si Bucuresti. A absolvit Institutul Maxim Gorki si Facultatea de Agronomie din Bucuresti. In 1978-82 a fost sheful delegatiei de ingineri agronomi trimisi in America (Berkeley, California) pentru specializare. Din 1983 pina la pensionare a fost Directurul Serviciului Personal din Ministerul Agriculturii.